# Alf Härdelin
Alf Erik Åke Härdelin, född 23 februari 1927 i Bollnäs, död 4 augusti 2014 i Uppsala, var en svensk teolog.

## Biografi
Härdelin blev prästvigd i Svenska kyrkan 1954 och var verksam som komminister i Södermanland. Han konverterade till katolicismen 1963. Han disputerade i teologi 1965 på en avhandling om nattvardssynen i den engelska Oxfordrörelsen.
Från 1970-talet kom han alltmera att inrikta sig mot medeltidens teologi och kultur. Som teolog blev han skolbildande när han introducerade begreppet "spiritualitet" som forskningsområde i Sverige rörande relationen mellan teoretisk teologi och kyrklig praktik. I sin bok Världen som yta och fönster (2005) sammanfattade han sin medeltidsforskning. Teman i hans forskning var bland annat Hildegard av Bingen, heliga Birgitta och John Henry Newman. En stor insats gjorde han som översättare från latinska till svenska av teologiska texter och hymner. Han är rikt representerad i den katolska psalmboken Cecilia. Härdelin, som var docent och universitetslektor vid Uppsala universitet och därefter forskare vid [[HSFR]. Han tilladesprofessors namn 1990.

### Familj
Alf Härdelin gifte sig 1954 med Margareta Montgomery (1924–2019) och de fick tillsammans fyra barn. Alf Härdelin är begraven på kyrkogården vid Floda kyrka i Södermanland.